# 孟加拉国宪法
《孟加拉人民共和国宪法》（羅馬化：Gaṇaprajātantrī Bangladesher Sambidhāna）是孟加拉人民共和国的宪法。它规定孟加拉国是一个世俗民主共和国，规定孟加拉国公民的基本权利和自由，规定国家政策的基本原则并建立了共和国政府、立法和司法部门的结构和功能。1972年11月4日，孟加拉国立宪大会通过该宪法。1972年12月16日，孟加拉国解放战争胜利一周年日开始生效。这部宪法规定民族主义、社会主义、民主主义和世俗主义是孟加拉国的国家原则。1972年时，它是当时世界上最具有自由色彩的宪法之一。

## 前言
孟加拉国宪法的前言引入了宪法文件的基本目的和原则，它包含了世俗主义、民族主义、社会主义和民主。

### 原文
我们孟加拉人民于1971年3月26日宣布独立，在经过历史性的民族解放斗争后我们建立了独立自主的孟加拉人民共和国；

民族主义、社会主义、民主和世俗主义是鼓舞英雄的孟加拉人们奉献他们自己，鼓舞我们勇敢的先驱牺牲他们的生命来换来我们的国家解放，因此我们宣誓它们是这个宪法的基本原则；
我们还宣誓国家的基本目的在于通过民主过程实现一个没有剥削的社会主义社会，一个保障所有公民享受法制、基本人权和自由、政治、经济和社会平等和公平的社会；
我们确证保障、保护和捍卫这部宪法是我们神圣的使命，我们维持它是孟加拉人民愿望的最高代表，只有尊崇它我们才能自由昌盛，为世界和平做出我们全力的奉献，与其他人类进步先驱一同合作；
今天，孟加拉历1379年9月18日，公元1972年11月4日，在我们的立宪大会上，我们采纳，接受和颁发这部宪法。

## 国家机构
根据共和国宪法孟加拉国有三个基本国家机构：
1. 立法部门
2. 行政部门
3. 司法部门

## 章款
孟加拉国宪法分11章，其下分153款。除此之外它还有七个日程表。

### 第一章：共和国
这一章定义了国家的性质、国教和其他民族问题。根据这章的规定孟加拉人民共和国是一个统一共和国，由原东巴基斯坦领土和其它一些飞地（一些飞地后来被与印度交换）。国教是伊斯兰教，但是其它宗教可以和平共处地被信奉。官方语言是孟加拉语，国歌是《金色的孟加拉》的首十行。国旗是绿底上的一个红园形。国徽是水上的一朵国花延药睡莲，两侧各有一颗稻穗，上方有三枚黄麻的叶子，叶子两侧各有两颗星。此章还规定所有政府、类似政府和自主办公室里要挂放总理照片。国家首都是达卡市。
第一章的结尾保证所有权利来自人民，宪法是国家的最高法律，高于任何其它法律和规章。

### 第二章：国家政策的基本原则
这一章描述国家政策的基本原则。1972年版宪法列出四个基本原则：世俗主义、民族主义、民主主义和社会主义。但是，后来的宪法修正案把“世俗主义”改为“对全能的真主的完全信任和信仰应该是所有行动的基础”。
第二章的第9、10和11款定义人民的利益。第9款为少数社群、妇女和农民提供一定的比例。第10款说明妇女平等。第11款说孟加拉国是一个民主国家，保障人权。第13、14、15和16款处理所有权的原则、工人和农民的解放、基本需求的提供和农村发展。第17款说18岁以下的人有义务免费接受基础教育。此后的条款（18-25）提供对公共医疗、道德、条件平等、就业是一个权利和义务、公民和公共服务人员的义务、行政和司法的分离、国家文化、民族纪念碑、提倡国际和平、安全和团结的保障。

## 更改
至2011年为止孟加拉人民共和国宪法共更改15次。
各次更改内容为：
第一次更改：于1973年7月15日通过。它在第47款添加了允许追捕和惩罚任何犯下‘灭绝种族罪、危害人类罪、战争罪或其它国际法规定的罪行’的人。添加了第47A款来保障在这些情况下当事人不能享受某些基本权益。
第二次更改：于1973年9月22日生效。它修改了宪法的第26、63、72和142款；取代了第33款，并添加了一个新的章（9A）。这个修改规定在紧急状况下一些公民基本权利被取消。
第三次更改：于1974年11月28日生效。这次更改修改了宪法第2款来使得孟加拉国和印度之间就交换一些飞地的协议生效，并确定了两国之间的边界。
第四次更改：于1975年1月25日生效。这次更改引入了总统政府制，取代了原来的议会系统；一党制取代了多党制；议会的权力被缩小；第一届议会的任期被延长；司法丧失了其大部分独立性，最高法院被剥夺其维护和执行基本法的执法功能。它修改了宪法的第11、66、67、72、74、76、80、88、95、98、109、116、117、119、122、123、141A、147和148款；取代了第44、70、102、115和124款；取代了整个第三章、更改了第三和第四日程表；添加了一个新的章（六A）和添加了73A和116A两个新款。
第五次更改：于1979年4月6日生效。这次更改在宪法的第四日程表里添加了一个新的第18节。这次更改的结果是从1975年8月15日到1979年4月9日（包括在内）通过公告或者戒严导致的所有宪法更改是合法的，而且不能在任何法庭或者其它官方机构前被质疑。
第六次更改：修改了宪法的第51和66款。
第七次更改：于1986年11月11日生效。它修改了宪法的第96款；还修改了第四日程表，添加了第19节，宣称所有1982年3月24日至1986年11月11日（包括在内）之间的公告、法令、戒严命令、戒严管理、法律、命令、条例和其它法律全部是有效的，而且任何法庭或者机构均不能对它们提出质疑。
第八次更改：于1988年6月7日生效。它修改了宪法第2、3、5、30和100款。它把伊斯兰教定义为国教、在达卡外设立六个最高法庭分庭，而分散了司法、在宪法第五款里修改了孟加拉和达卡的写法、修改了第30宽仅指孟加拉国公民在没有总统准许的条件下接受任何外国头衔、荣誉、奖赏或者奖章。最高法院后来把第100款的修改宣布为无效，因为它改变了宪法的基本结构。
第九次更改：于1989年7月生效。这次更改使得副总统是直接选举产生的。它把总统的任期限制为最多相继两次，每次五年。在总统缺任的情况下，在议会批准后，副总统可以被任命为总统。
第十次更改：于1990年6月12日生效。它修改了宪法第65款，把议会中的30个席位留给妇女，这些席位至少有10年的效应，其议员由议会中获选议员选出。
第十一次更改：于1991年8月6日生效。它修改了宪法第四日程表，添加了新的第21节，认可总统艾尔沙德于1990年12月6日辞职，副总统谢哈布丁·艾哈迈德接任和宣誓。这次修改认可和批准副总统从1990年12月6日到1991年10月9日内作为代理总统施行的所有权力、法律、命令、行为、过程。此修改还肯定谢哈布丁·艾哈迈德可以回到他原来孟加拉国主法官的职位。
第十二次更改：于1991年8月6日生效。它批准了9月的全民公投，对宪法进行了彻底的更改。它修改了宪法的第48、55、56、57、58、59、60、70、72、109、119、124、141A和142款。重新设立了政府议会制、总统称为国家首脑、总理称为政府首脑、以总理为首的政府对议会负责、副总统制被废黜、总统由议会选举产生。通过对第59款的更改它还设立了地方政府机关通过人民代表参加的制度，从而稳固了国家的民主基础。
第十三次更改：于1996年3月26日生效。这个更改提供了一个无党派护理政府的可能性。这样的一个政府是一个过渡性政府，它像选举委员会提供一切可能的协助和帮助，来使得选举委员会可以举办和平、公平和不偏向的议会选举。这个无党派护理政府由一名主顾问和顶多十名顾问组成，并一同向总统负责。从新选举的议会上任后总理任职的那天开始此无党派护理政府解散。
第十四次更改：于2004年5月16日生效。它添加了新的第4A款，有关于保存和展示总统和总理的像；修改了第65款第3段中特定保留给妇女的议会议席；修改了第96款第1段、第129和139款，提高了最高法院法官、检察官、主席和其它公共服务委员会成员的退休年龄；修改了第148款中新当选的议会议员的誓言。

### 废除第五次更改
在谢赫·穆吉布·拉赫曼的孟加拉国人民联盟政府下宪法所规定的世俗主义从来没有被施行过。1975年11月至1977年孟加拉国施行戒严。总统和戒严总管齊亞·拉赫曼下达总统令把世俗主义从宪法前言中剔除，改为“......对至上的阿拉的无限信任和崇拜”。孟加拉国第二届议会后来承认了这个总统令。
2010年2月孟加拉国最高法院确定议会没有任何使得宪法失效和宣布戒严的权力。因此它也没有使得戒严时期法令合法的权力。由此法官们为把宪法前言恢复到它一开始的状态铺平了道路。
2010年7月最高法院依循这个原则剥夺了自从1979年后能够使得基于宗教信仰的政党兴旺的前提。在自2月后一系列最高法院判决后2010年10月4日高级法院判决孟加拉国是一个世俗国家。